# Tomáš Slavík (sciatore)
Tomáš Slavík (Jilemnice, 29 aprile 1981) è un ex combinatista nordico ceco.

## Biografia
In Coppa del Mondo ha esordito il 14 febbraio 2004 a Oberstdorf (11°) e ha ottenuto l'unico podio il 19 febbraio 2012 a Klingenthal (3°).
In carriera ha preso parte a tre edizioni dei Giochi olimpici invernali, Torino 2006 (37° nell'individuale, 26° nella sprint, 8° nella gara a squadre), Vancouver 2010 (20° nel trampolino normale, 25° nel trampolino lungo, 8° nella gara a squadre) e Soči 2014 (25º nel trampolino normale, 29º nel trampolino lungo, 7º nella gara a squadre), e a sei dei Campionati mondiali (6° nella gara a squadre a Liberec 2009 il miglior risultato).

## Palmarès

### Universiadi
- 2 medaglie:
  - 1 oro (individuale a Torino 2007)
  - 1 bronzo (sprint a Torino 2007)

### Coppa del Mondo
- Miglior piazzamento in classifica generale: 26º nel 2008
- 1 podio (individuale):
  - 1 terzo posto